# Sanampay
Sanampay (del quechua: "estar presente", "dar aviso", "hacer señales") es un grupo vocal e instrumental creado en México en 1977 por el músico argentino Naldo Labrín (ex Huerque Mapu), con el fin de difundir la música folclórica y la nueva canción de América Latina. El grupo se fundó en el exilio, tras el golpe de Estado del '76 en Argentina, integrando a músicos mexicanos y argentinos. La agrupación es notable tanto por su trayectoria como por la cantidad de músicos que han pasado por ella. Entre sus éxitos se encuentran versiones de "Yo te nombro", "Adagio a mi país", "Jacinto Cenobio", "Cautivo de Til Til" y la cantata "Coral terrestre".

## Trayectoria
La formación original estuvo integrada por Naldo Labrín, Eduardo Bejarano, Delfor Sombra, Carlos "Caíto" Díaz (quien había llegado a México con Alfredo Zitarrosa), Guadalupe Pineda, Hebe Rosell (ex Huerque Mapu y hermana mayor de Andrés Calamaro y Javier Calamaro) y Guillermo Contreras. En 1978 lograron grabar el disco “Yo te nombro” bajo el sello NCL (Nueva Cultura Latinoamericana) de México. Posteriormente la agrupación concretó numerosas presentaciones en la capital y el interior de México y representó oficialmente a dicho país en giras por el sur de los Estados Unidos en festivales internacionales. Obtuvo asimismo premios como el del Festival Internacional Cervantino.
Un año más tarde el grupo se dedica a la grabación del disco "Coral terrestre", una cantata dedicada a los 7 países de América Latina que estaban entonces bajo regímenes dictatoriales compuesta con Armando Tejada Gómez. Los integrantes en ese momento eran Guadalupe Pineda, Delfor Sombra, Eduardo Bejarano, Caíto Díaz, Naldo Labrín y Jorge González.

En el mes de mayo de 1979, fui invitado por el Grupo Argentino-Mexicano SANAMPAY a viajar a México para escribir el texto de una obra integral sobre la base de los géneros más populares de nuestra América del Sur. Sabía que viajaba hacia una nueva y gran experiencia: la realización, tal vez imposible, de un tema tan vasto, como era la de aprehender en un discurso diverso y totalizador este Cono subcontinental desgarrado por una realidad alucinante, por un destino común dramatizado por el sismo político del siglo, cuyo epicentro en nosotros, hace imposible la mera apelación a sus formas musicales y poéticas, a sus deslumbrantes paisajes, a sus enceguecedores colores locales, a usu potentes idiosincrasias. Al abordar la obra, se nos hizo insoslayable la imposición de formas y contenidos indivisibles. Había que contar y cantar desde nuestros orígenes, hasta la urgente y lacerante realidad de ya mismo, eludiendo por un lado el panfleto y por el otro, la vacuidad. Dirá el oyente, si algo de semejante desafío, se ha logrado. Queda, para nuestra aventura artística personal, el regocijo de lo que fueron aquellos fecundos sesenta días, trabajando en equipo, enmendando partituras y textos, polemizando fraternalmente en cada tramo de la obra, encerrados en el fervor colectivo de crear un testimonio vivo y palpitante, que sirva a la honda reflexión sobre nosotros y nuestro destino, que deberá ser común y uno, en el seno de esta América nativa cuya conciencia de liberación acaba de estallar entre nosotros. Armando Tejada Gómez, Buenos Aires, Argentina, 1982.
La contratapa del disco "Coral terrestre", refiere:
EL CANTO QUE NOS UNE: Cuando pude escuchar por primera vez al Grupo Sanampay, me pregunté dentro de qué estilo podrían enmarcar a esta excelente formación. El tiempo y la experiencia (para ellos y para mí) me han dado la respuesta: en ésta, su más reciente obra, el Sanampay se me define como la integridad que hace años espera oir en grupos de este mismo formato. En esta obra que nos espera, que no es propiamente una cantata, que no es sólo las formas sencillas y bellas del samba, el choro, rin, cueca, galopa, milonga, guarania, candombe, huella, malambo y chaya, he podido admirar cada parte en sí y al mismo tiempo recrearme en una sólida estructura, que me ha llevado de la mano por toda la América del Sur, pregonando un cierto futuro. Si el tratamiento orquestal, utilización de determinadas células clásicas en este tipo de obras y limpia ejecución, me asombraron, Armando Tejada Gómez me convenció otra vez de que es un poeta mayor de nuestra América, silenciado por las distancias y las cada día más absurdas fronteras continentales. Pero hay un logro que más me compensa y es este resultado final de Argentinos y Mexicanos que tocan, cantan y hablan de Brasil, Paraguay, Bolivia, Chile, Argentina, Uruguay y Perú, anunciando el múltiple diálogo del toque y el canto que nos unió en el origen y que hoy, a pesar de todo, nos une. Pablo Milanés, La Habana, Cuba, 1980.
Desde entonces Sanampay se mantuvo con diversas formaciones y etapas llegando a participar en él más de 70 músicos, interpretando a autores como Violeta Parra, Alfredo Zitarrosa, Ricardo Fonseca, Manuel Picón, Gian Franco Pagliaro, Armando Tejada Gómez, Hamlet Lima Quintana y Atahualpa Yupanqui, entre otros. También registró la grabación del poema milonga "Guitarra negra" de Alfredo Zitarrosa, junto a su autor y compartió escenarios con artistas como Silvio Rodríguez, Pablo Milanés, Amparo Ochoa, Gabino Palomares, Inti-Illimani y Chico Buarque. Asimismo ha participado como artista invitado en discos de Tania Libertad, Lilia Vera, Paco Moyano, Amparo Ochoa y Alfredo Zitarrosa.

### En Argentina
Tras el exilio y de regreso en Argentina, Naldo Labrín dio continuidad al proyecto y recreó Sanampay en Buenos Aires (1996/1999) y en la ciudad de Neuquén (2003/2017). En el año 1998, el grupo (integrado en ese momento por Labrín, Claudia Lapresa, Claudio Santamaría, Ricardo Munich, Damián Cazeneuve, Julio Mangiameli y Ariel Altieri) junto a Nacha Roldán, Julio Lacarra y Pompeyo Audivert, encabezó "Canto de nadie", homenaje que numerosos artistas realizaron a 20 años del fallecimiento de Alfredo Zitarrosa.. La grabación del disco "Zitarrosa, Canto de Nadie" con la obra Guitarra Negra y temas emblemáticos de Alfredo, fue realizado por Guillermina Beccar Varela en reemplazo de Nacha Roldán.
Hacia julio del año 2011, Sanampay emprendió una gira por las provincias de La Pampa y Neuquén, con el fin de presentar nueva formación y dos discos inéditos: “Mañana de la luz” (1999) y “Sanampay del Neuquén”.
En el año 2013, la agrupación recreó la cantata "Coral Terrestre" en el Congreso Nacional Argentino, en la sede de la cancillería argentina y en el Teatro Nacional Cervantes de Buenos Aires, junto a 43 artistas neuquinos. Ese mismo año presentaron su último disco "Corazón Libre", producido por el mismo grupo.

## Discografía
INDIVIDUAL
1. "El amigo llega", 1977
2. "Yo te nombro", 1978
3. "Coral terrestre", 1980
4. "A pesar de todo", 1981
5. "Canción al canto de mi tierra", 1987
6. "La cordillera del viento", 1989
7. "Canción para Violeta", 1990
8. "En esta hora", 1997
9. "Sanampay, 26 años", 2003
10. "Desde Esta Tierra", 2010
11. "Mañana de la luz", 2011
12. "Sanampay del Neuquén", 2012
13. "Corazón libre", 2013
14. "Hace falta el Fuego", 2014
15. "El Rescoldo", 2017
16. "Fruto Santo", 2019

CONJUNTA
1. "GUITARRA NEGRA", con Alfredo Zitarrosa (México)
2. "CANCIONES CAMPESINAS", con Carlos y Enrique Mejía Godoy (México)
3. "DE MAR A MAR", con Paco Moyano (cantaor flamenco) (México)
4. "CANCIÓN PARA UN PEQUEÑO DÍA", con textos de Ricardo Fonseca (México, 1983)
5. "ZITARROSA, CANTO DE NADIE", junto a Julio Lacarra, Guillermina Beccar Varela y Pompeyo Audivert (1998)
6. "CORAL TERRESTRE", con Coral Neuquén y Camerata del Comahue (2012)

## Integrantes actuales 2025
- Naldo Labrin , dirección, arreglador, guitarra, guitarra de doce cuerdas
- José Luis Denda, 1era guitarra, tenor
- Carlos Denda, 2da guitarra, bajo solista
- Juan Ignacio Azcurra, 3ra guitarra, barítono solista
- Jorge De Los Ríos, tenor solista, guitarra, guitarrón y sikus
- Miguel Ángel Michelena, tenor solista y guitarra
- Sebastián Vilanova, piano, teclados
- Carmina Labrin, mezzosoprano solista
- Álex González, percusión (bombo, tumbadoras, cajón, hit hat)